# كين باومغارتنر
كين باومغارتنر (بالإنجليزية: Ken Baumgartner)‏ (و. 1966  م) هو لاعب هوكي الجليد من سويسرا، وكندا، ولد في فلين فلون، مركز لعبه هو جناح ‏.

## التعليم
تعلم في كلية هارفارد للأعمال، وجامعة هارفارد.

## روابط خارجية
- كين باومغارتنر على موقع دوري الهوكي الوطني (الإنجليزية)
- كين باومغارتنر على موقع EliteProspects.com (الإنجليزية)
- كين باومغارتنر على موقع HockeyDB.com (الإنجليزية)
- كين باومغارتنر على موقع Hockey-Reference.com (الإنجليزية)